# Teltarif.de
teltarif.de ist ein Online-Telekommunikations-Nachrichtenmagazin. Gegründet wurde es 1997 von dem damaligen Studenten Kai Petzke. Anlass war die Öffnung des deutschen Telefon-Festnetzes für weitere Anbieter neben der Deutschen Telekom und das daraus resultierende Call-by-Call-Geschäft.

## Inhalte
Neben dem ursprünglichen Kerngeschäft, dem Informieren der Leser über kostengünstige Telefontarife als Alternative zum damaligen Angebot der Deutschen Telekom, wurden im Laufe der Zeit neue Bereiche erschlossen.
Die Seite bietet verbraucherorientierte Nachrichten, Rezensionen und Ratgeber aus allen Bereichen der Telekommunikation. Hauptaugenmerk liegt auf den Segmenten Mobilfunk, Handy/Smartphone, Festnetz, Internet, Navigation und Personengruppen in der Telekommunikation. Zusätzlich sind Tarif- und Geräte-Datenbanken und Vergleichsrechner sowie eine unterstützende, von der redaktionellen Tätigkeit losgelöste, moderierte Forums-Community angeschlossen.
Im Jahr 2009 hat teltarif.de auch das 0180-Telefonbuch von dem früheren Hobby-Betreiber übernommen: Diese von Internet-Benutzern zusammengetragene Liste nennt zu den Service-Nummern mit der Vorwahl 0180 die zugehörigen Rufnummern mit „normalen“ Ortsvorwahlnummern, wodurch sich die gleiche Gegenstelle in der Regel billiger erreichen lässt. Der Zugriff auf diese nutzergenerierte Ersatznummern-Datenbank ist seit Mitte 2009 auch über eine iPhone-App möglich, welche zudem das Eintragen oder Ändern von Nummern ermöglicht und die News von teltarif.de anzeigt.
Das Geschäftsmodell von teltarif.de basiert im Kern auf Werbeeinnahmen, alle Inhalte der Website sind für Leser kostenfrei zugänglich. Im Jahr 2024 machte das Unternehmen selbst öffentlich, dass die Werbeeinnahmen deutlich zurückgegangen sind und das bisherige Geschäftsmodell nicht mehr funktioniert. In einem Beitrag rief die Redaktion zu Unterstützung via PayPal und Contentpass auf, damit der Betrieb in seiner bisherigen Form fortgeführt werden kann. Dies wurde im teltarif-Forum von Lesern kontrovers diskutiert. Kritik gab es in diesem Zusammenhang beispielsweise am Webdesign oder der Qualität von Inhalten.
Herausgeber von teltarif.de ist die 1999 gegründete Firma teltarif.de Onlineverlag GmbH mit Büros in Berlin und Göttingen.